# Licuadora (centrifugación)

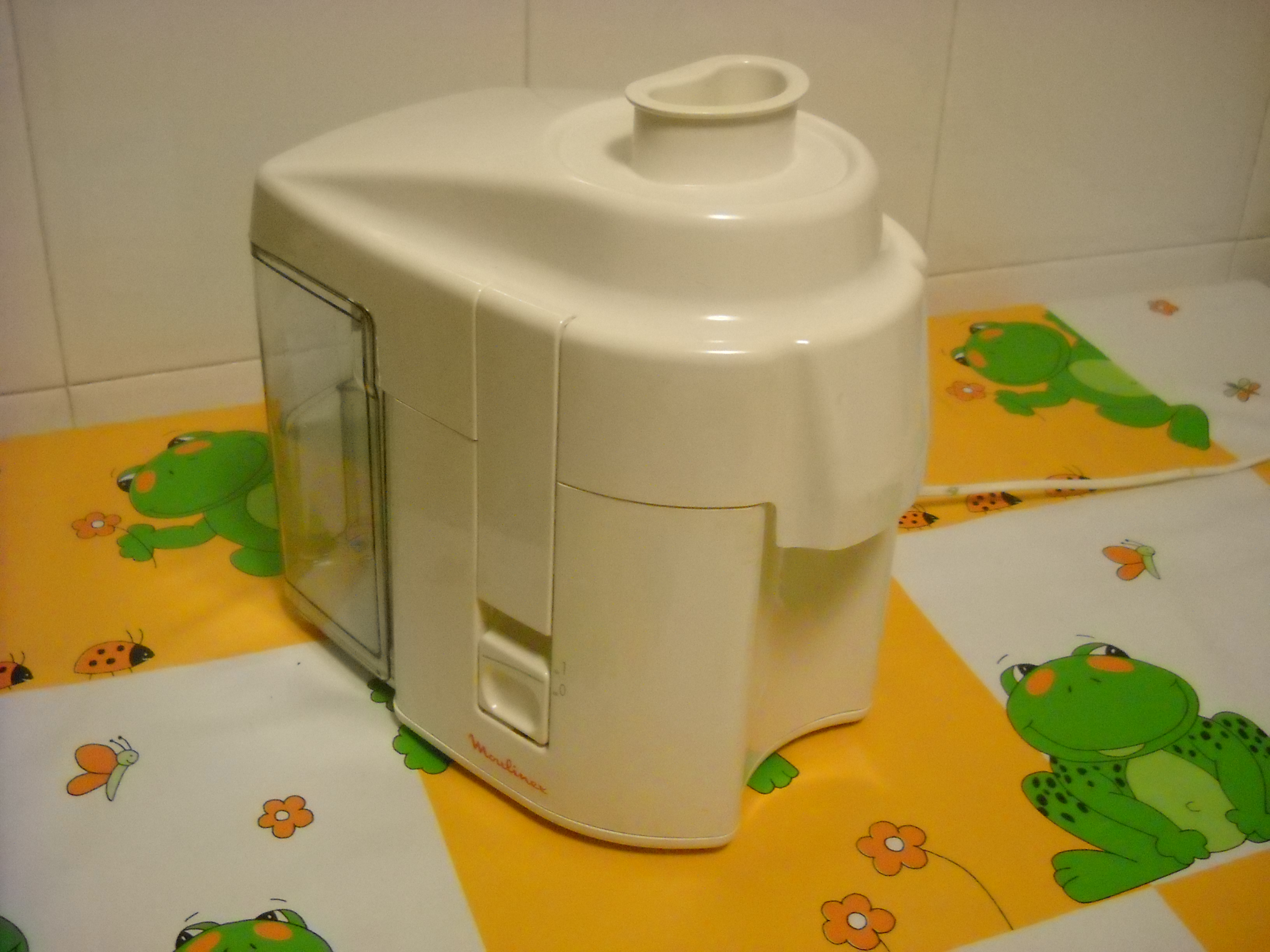
Licuadora

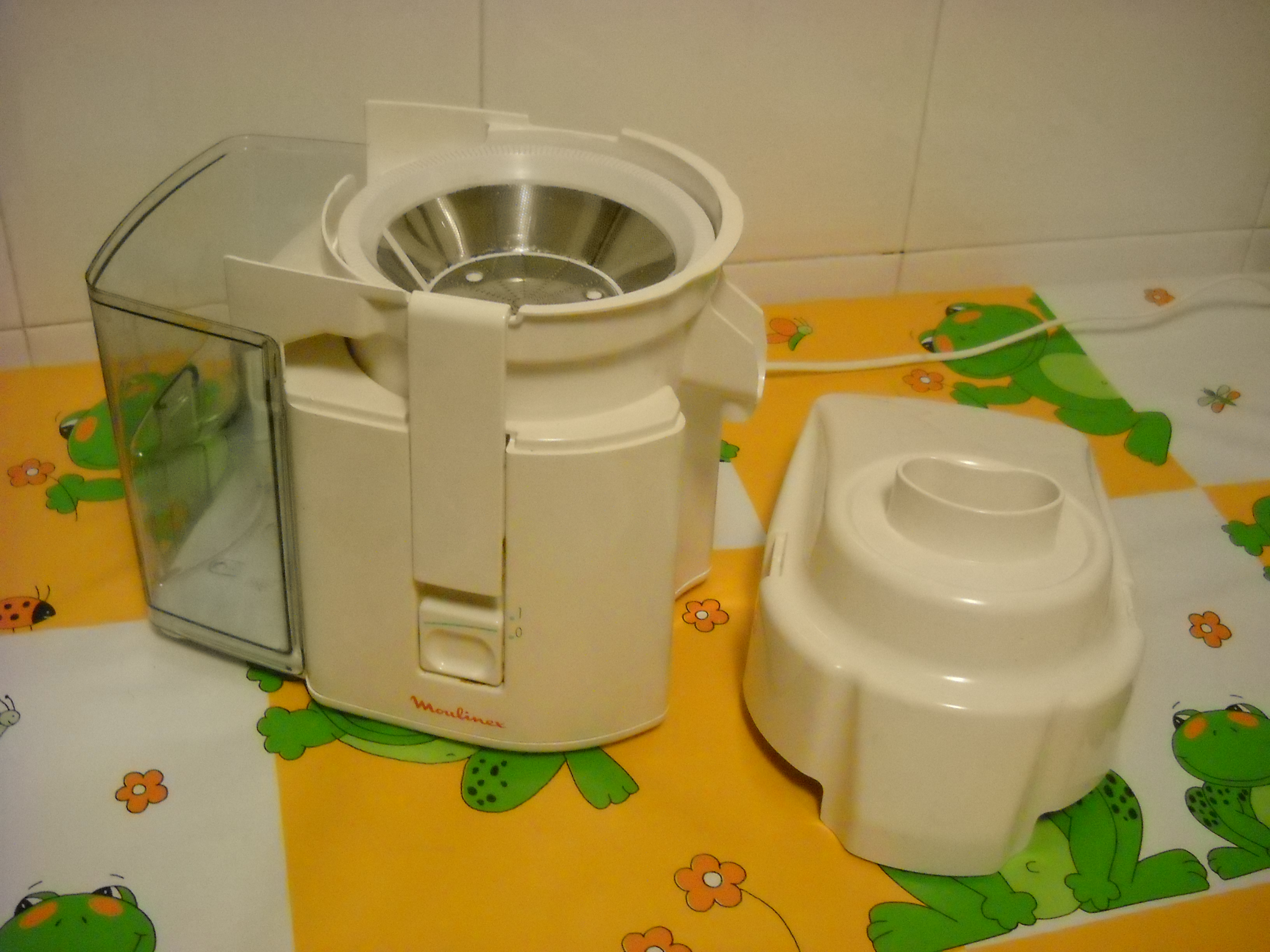
Licuadora abierta

Una licuadora, juguera, sacajugos (en Chile) o extractor de jugos (en el resto de Hispanoamérica) es un electrodoméstico de cocina utilizado para extraer zumo de las frutas y hortalizas por centrifugación, separándolo de los componentes sólidos o pulpa. Dispone de filtros metálicos que permiten obtener un zumo perfectamente líquido, libre de pulpa. Su alta potencia la hace apta para extraer el zumo de frutas y hortalizas en apariencia poco jugosas como la manzana y la zanahoria.
Existen dos tipos de licuadoras diferentes en función de la tecnología utilizada para separar la pulpa del zumo de las frutas y verduras utilizadas. Las licuadoras de centrifugado y las de prensado en frío o lentas.
En el caso de la licuadora de centrifugado las frutas y hortalizas jugables se introducen en trozos o enteras, según la potencia de los modelos y su boca de entrada situada en lo alto del aparato. 
Una vez ingresada las frutas y verduras, una guía las lleva directamente a un disco giratorio a alta velocidad, al cual ejercen presión por una de sus caras, misma cara que cuenta con minísculas cuchillas de corte proyectándose del disco, como resultado las frutas y verduras pueden soltar jugos, se lastiman, rallan y pulverizan, de inmediato estas partículas se ven expulsadas con fuerza del área de corte hacia el área de centrifugado.  
El disco centrifugador situado en el interior (a menudo formando una pieza única con el disco rallador) gira a altas revoluciones para extraer los jugos y expulsar la pulpa seca hacia un contenedor incorporado,  generalmente en la parte posterior, mientras, se colecta el zumo que fluye hacia una boquilla situada en el lado libre para su recuperación. La mayoría de la pulpa es automáticamente desechada en este proceso a gran velocidad.
Por su lado, las licuadoras con tecnología de prensado en frío, generalmente cuentan con una etapa de rallado que pulverizan, en la siguiente etapa las partículas de frutas y hortalizas se "aplastan" en un Tornillo sin fin contra las paredes de la máquina, es la presión en este paso estrecho lo que permite extraer los jugos. De esta manera que se separa con más eficiencia el zumo de la pulpa, conservando mejor las propiedades de los alimentos. En lotes de trabajo de mayores dimensiones es posible obtener similares resultados con una prensa en vez del tornillo sin fin. 
El uso doméstico de las licuadoras se ha divulgado recientemente en consonancia con la preocupación creciente por consumir alimentos frescos y no procesados. La licuadora permite efectivamente consumir zumos y smoothies recién exprimidos que conservan intactos los nutrientes de las frutas y verduras frescas, a diferencia de los zumos vendidos envasados.
En algunos países de Hispanoamérica, el término licuadora se refiere a una batidora de vaso o la licuadora de mano. Éstas permiten en efecto batir alimentos blandos por medio de la simple trituración pero al mezclar la pulpa y el zumo, el resultado se asemeja más a un puré líquido. Sirven para además del triturado para batir y mezclar, siendo el resultado diferente al trabajo de una licuadora juguera.